# Jeannie Gunn

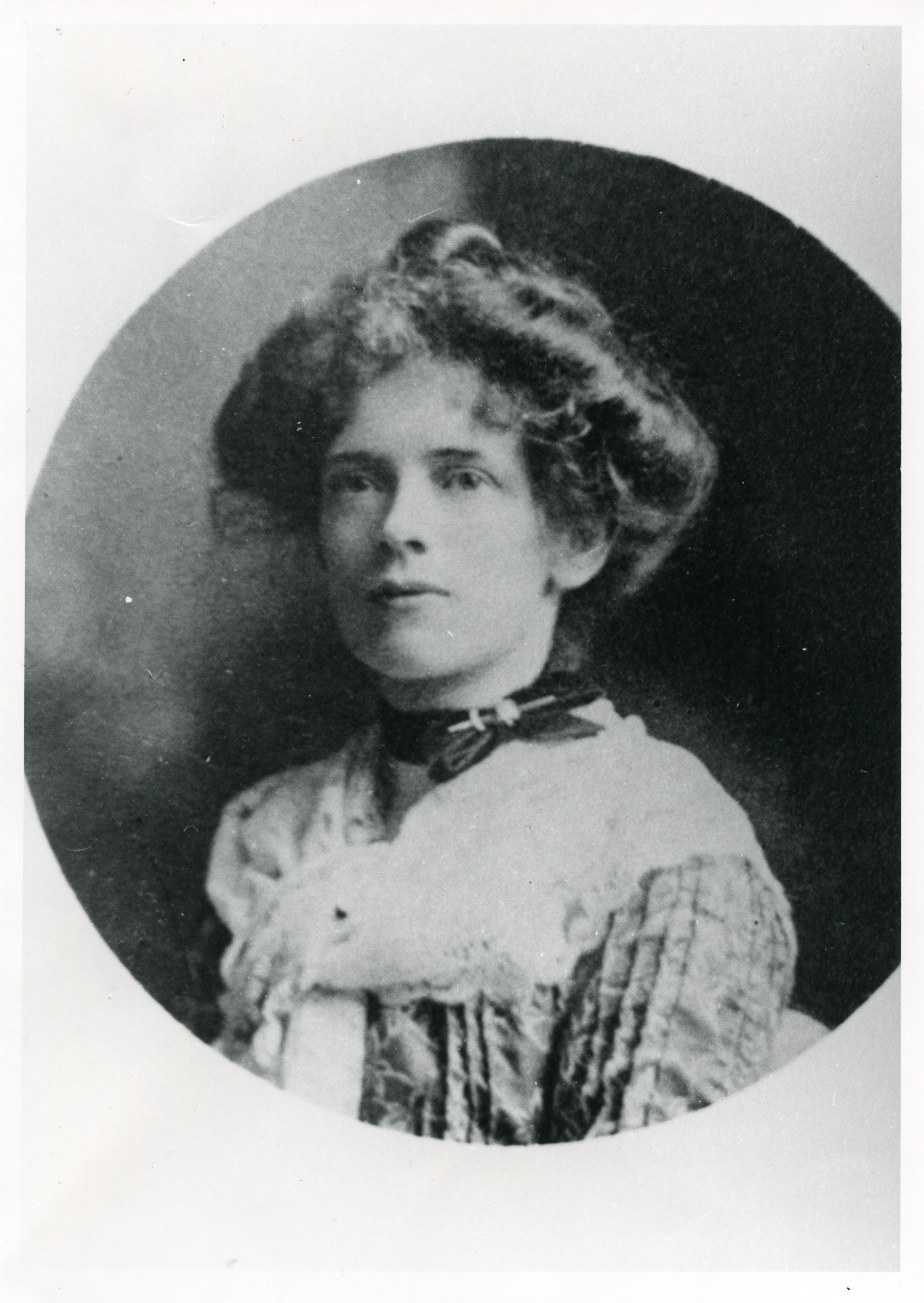
Jeannie Gunn (1902)

Jeannie Gunn (* 5. Juni 1870 in Melbourne; † 9. Juni 1961 in Hawthorn) war eine australische Schriftstellerin und Lehrerin.

## Leben
Jeannie Gunn wurde als fünftes Kind des schottischstämmigen Thomas Johnstone Taylor und seiner Frau Anna in Carlton, einem Stadtteil von Melbourne geboren. Vater und Großvater waren Pfarrer in Baptistengemeinden. Im Alter von 17 Jahren schrieb sie sich in der Universität von Melbourne ein. In den Jahren 1889 bis 1896 betrieb sie mit ihren Schwestern im Elternhaus eine Schule, nach deren Schließung sie andernorts weiterhin als Lehrerin arbeitete. Im Jahre 1901 heiratete sie den acht Jahre älteren Entdecker, Viehzüchter und Journalisten Aeneas Gunn. Dieser übernahm im Folgejahr die Leitung des heute nicht mehr existierenden Rinderzuchtbetriebs Elsey Station im tropischen Norden Australiens in der Nähe des Dorfes Mataranka. Als seinerzeit ungewöhnlich galt, dass seine Frau ihn an diesen abgelegenen Ort begleitete. Am 1. März 1903 starb Aeneas Gunn an den Folgen einer Malariaerkrankung. Jeannie Gunn kehrte daraufhin nach Melbourne zurück.
In den folgenden Jahren entstanden die beiden Bücher, die Jeannie Gunn bekannt machten: The Little Black Princess: a True Tale of life in the Never-Never beschreibt die Kindheit der Ureinwohnerin Dolly Bonson (* 1894; † 3. März 1988); das wie ein Roman erscheinende We of the Never-Never thematisiert die Reise und den Aufenthalt von Jeannie und Aeneas Gunn auf Elsey Station.
Jeannie Gunn starb am 9. Juni 1961 in Hawthorn und wurde in Melbourne begraben. Sie hinterließ ein Vermögen von 12.181 Pfund.

## Werke
- The Little Black Princess: a True Tale of life in the Never-Never, 1905
- We of the Never-Never, 1908